# Виршолц
Виршолц (рум. Vârșolț) — село у повіті Селаж в Румунії. Адміністративний центр комуни Виршолц.
Село розташоване на відстані 394 км на північний захід від Бухареста, 10 км на захід від Залеу, 70 км на північний захід від Клуж-Напоки.

## Населення
За даними перепису населення 2002 року у селі проживали 1717 осіб.
Національний склад населення села:
| Національність | Кількість осіб | Відсоток |
| -------------- | -------------- | -------- |
| угорці         | 1431           | 83,3%    |
| румуни         | 200            | 11,6%    |
| цигани         | 84             | 4,9%     |

Рідною мовою назвали:
| Мова      | Кількість осіб | Відсоток |
| --------- | -------------- | -------- |
| угорська  | 1430           | 83,3%    |
| румунська | 199            | 11,6%    |
| циганська | 86             | 5,0%     |